# 1969 Miles, Festiva de Juan Pins
Albums de Miles Davis
In a Silent Way
(1969) Bitches Brew
(1969)
1969 Miles, Festiva de Juan Pins (sic) est un album du Miles Davis Quintet édité en 1983. Le label Jazz Door le réédite en 1995 sous le titre It's About That Time… Live in Montreux 1969.

## Historique
L'album est l'enregistrement d'un concert au festival de Juan-les-Pins le 25 juillet 1969 lors de la tournée du Miles Davis Quintet en Europe.
Il s'agit d'un enregistrement ORTF officialisé tardivement par Sony Japon. L'électricité fait son entrée sur scène révélant un jazz-rock relativement chaotique et brut. Teo Macero produira les albums suivants en découpant et remontant les divers enregistrements par des collages donnant une impression d'enregistrements studios dont l'album Black Beauty: Live at the Fillmore West.
Chick Corea remplace définitivement Herbie Hancock aux claviers, Dave Holland Ron Carter à la basse et Jack DeJohnette Tony Williams à la batterie ; c'est la fin du deuxième quintet historique et le tournant qui conduit au jazz-rock.

## Titres
1. Directions - 6:00
2. Miles Runs the Voodoo Down - 9:17
3. Milestones - 13:45
4. Footprints - 11:44
5. 'Round About Midnight - 8:51
6. It's About That Time - 9:30
7. Sanctuary/The Theme - 4:53

## Musiciens
- Miles Davis (trompette)
- Wayne Shorter (saxophones ténor et soprano)
- Chick Corea (piano électrique)
- Dave Holland (basse)
- Jack DeJohnette (batterie)